# عبد الله ديالو (لاعب كرة قدم)
عبد الله ديالو (بالفرنسية: Abdoulaye Diallo) هو لاعب كرة قدم سنغالي في مركز الدفاع، ولد في 21 أكتوبر 1992 في Kabrousse ‏ في السنغال. لعب مع نادي أتلانتس.

## وصلات خارجية
- عبد الله ديالو (لاعب كرة قدم) على موقع الاتحاد الأوربي (الإنجليزية)
- عبد الله ديالو (لاعب كرة قدم) على موقع قاعدة بيانات كرة القدم.إي يو (الإنجليزية)
- عبد الله ديالو (لاعب كرة قدم) على موقع ناشيونال فوتبول تيمز (الإنجليزية)
- عبد الله ديالو (لاعب كرة قدم) على موقع Soccerway.com (الإنجليزية)
- عبد الله ديالو (لاعب كرة قدم) على موقع عالم كرة القدم.نت (الإنجليزية)